# هولبروک، نیو ساوت ولز
هولبروک (به انگلیسی: Holbrook) یک شهرک در استرالیا است که در Greater Hume Shire واقع شده‌است.